# Douglas Bennett
Douglas Bennett (Saint Lambert, Quebec, 13 de setembro de 1918 – Pointe-Claire, Quebec, 28 de junho de 2008) foi um canoísta de slalom canadiano na modalidade de canoagem.

## Carreira
Foi vencedor da medalha de prata em C-1 1000 m em Londres 1948.